# Staškovce
Staškovce é um município da Eslováquia, situado no distrito de Stropkov, na região de Prešov. Tem 8,45 km² de área e sua população em 2018 foi estimada em 245 habitantes.

## Demografia
| Ano:        | 1994 | 2004   | 2014   | 2024  |
| ----------- | ---- | ------ | ------ | ----- |
| Broj ljudi: | 275  | 277    | 250    | 236   |
| Razlika:    |      | +0,72% | -9,74% | -5,6% |

| Ano:               | 2023 | 2024   |
| ------------------ | ---- | ------ |
| Número de pessoas: | 242  | 236    |
| Diferença:         |      | -2,47% |